# Hilliardia zuurbergensis
 Hilliardia zuurbergensis   (Oliv.) Rune Bertil Nordenstam, 1987 è una specie di piante angiosperme dicotiledoni della famiglia delle Asteraceae, sottofamiglia Asteroideae,  tribù Anthemideae (clade Southern hemisphere grade) e sottotribù Cotulinae.  Hilliardia zuurbergensis  è anche l'unica specie del genere  Hilliardia   Rune Bertil Nordenstam, 1987.

## Etimologia
Il nome del genere (Hilliardia) è stato dato in onore della dottoressa Olive Mary Hilliard, esperta delle piante delle Asteraceae dell'Africa Meridionale.
Il nome scientifico della specie è stato definito dai botanici Daniel Oliver (1830-1916) e Rune Bertil Nordenstam (1936-) nella pubblicazione " Opera Botanica a Societate Botanica Lundensi. Lund, Copenaghen" (Opera Bot. 92: 149) del 1987. Il nome scientifico del genere è stato definito nella stessa pubblicazione.

## Descrizione
Portamento. La specie di questa voce ha un habitus rampicante. L'indumento è formato da peli, lunghi e sottili, basifissi.
Fusto. La parte aerea in genere è eretta, semplice o ramosa. 
Foglie. Le foglie sono disposte in modo alterno con lamina a forma più o meno ovata di tipo pennatosetta (1 – 2 volte); i bordi sono interi. 
Infiorescenza. Le sinflorescenze sono formate da capolini raccolti in modo corimboso lasso. Le infiorescenze vere e proprie sono composte da un capolino terminale peduncolato di tipo radiato. I capolini sono formati da un involucro, con forme emisferiche, composto da diverse brattee, al cui interno un ricettacolo fa da base ai fiori di due tipi: fiori del raggio e fiori del disco. Le brattee, ampie, colorate di bruno o rosso, a consistenza erbacea, con margini scariosi, sono disposte in modo più o meno embricato su 2 - 3 serie.  La forma del ricettacolo varia da conica a elongata; è privo di pagliette a protezione della base dei fiori.
Fiori.  I fiori sono tetra-ciclici (formati cioè da 4 verticilli: calice – corolla – androceo – gineceo) e pentameri (calice e corolla formati da 5 elementi). Si distinguono in:
- fiori del raggio (esterni): sono femminili e sono disposti su una serie; la forma è ligulata (zigomorfa); sono fertili;
- fiori del disco (centrali): sono più numerosi con forme brevemente tubulose (attinomorfe); sono ermafroditi e fertili.

- Formula fiorale:

*/x K {\displaystyle \infty }, [C (5), A (5)], G 2 (infero), achenio
- Calice: i sepali del calice sono ridotti ad una coroncina di squame.

- Corolla: 
  - fiori del raggio: la forma della corolla alla base è più o meno tubulosa-imbutiforme, mentre all'apice è ligulata; la ligula è profondamente bifida; il colore è bianco;
  - fiori del disco: la forma è tubulare bruscamente divaricata in 4 lobi; i lobi, patenti o eretti, hanno una forma deltata o più o meno lanceolata; il colore è giallo; in alcune specie i lobi hanno un canale centrale resinoso e un lobo dei fiori centrali tubulosi del disco può essere di tipo radiato, oppure i lobi sono diversi tra di loro (alcuni larghi e altri stretti).

- Androceo: l'androceo è formato da 5 stami (alternati ai lobi della corolla) sorretti da filamenti generalmente liberi; gli stami sono connati e formano un manicotto circondante lo stilo. Le antere possono essere sia di tipo basifissa che mediofissa (ossia attaccate al filamento per la base – nel primo caso; oppure in un punto intermedio – nel secondo caso).[13] Questa caratteristica ha valore tassonomico in quanto distingue i generi gli uni dagli altri. Il tessuto endoteciale (rivestimento interno dell'antera) è quasi sempre non polarizzato. Il polline è sferico con un diametro medio di circa 25 micron;  è tricolporato (con tre aperture sia di tipo a fessura che tipo isodiametrica o poro) ed è echinato (con punte sporgenti). La parte apicale delle appendici delle antere ha delle forme ovato-ellittiche.

- Gineceo: l'ovario è infero uniloculare formato da 2 carpelli. Lo stilo (il recettore del polline) è filiforme e profondamente bifido (con due stigmi divergenti) e con le linee stigmatiche marginali separate o contigue. I due bracci dello stilo hanno una forma troncata e possono essere papillosi o ricoperti da ciuffi di peli. In alcune specie lo stilopodio alla fruttificazione si presenta ingrossato e persistente.

Frutti. I frutti sono degli acheni senza pappo; gli acheni hanno delle forme da obovoidi a subglobose a sezione circolare con 2 - 3 coste; l'apice è arrotondato; il pericarpo, sottile e traslucido, è glabro e privo di cellule miogeniche e sacche resinose.

## Biologia
Impollinazione: tramite insetti (impollinazione entomogama tramite farfalle diurne e notturne).

Riproduzione: la fecondazione avviene fondamentalmente tramite l'impollinazione dei fiori.

Dispersione: i semi cadono a terra e vengono dispersi soprattutto da insetti come formiche (disseminazione mirmecoria). Un altro tipo di dispersione è zoocoria: gli uncini delle brattee dell'involucro (se presenti) si agganciano ai peli degli animali di passaggio che portano così i semi anche su lunghe distanze. Inoltre per merito del pappo (se presente) il vento può trasportare i semi anche per alcuni chilometri (disseminazione anemocora).

## Distribuzione e habitat
La specie di questa voce è distribuita nella Provincia del Capo (Sudafrica).

## Sistematica
La famiglia di appartenenza di questa voce (Asteraceae o Compositae, nomen conservandum) probabilmente originaria del Sud America, è la più numerosa del mondo vegetale, comprende oltre 23.000 specie distribuite su 1.535 generi, oppure 22.750 specie e 1.530 generi secondo altre fonti (una delle checklist più aggiornata elenca fino a 1.679 generi). La famiglia attualmente (2021) è divisa in 16 sottofamiglie; la sottofamiglia Asteroideae è una di queste e rappresenta l'evoluzione più recente di tutta la famiglia.

### Filogenesi
l gruppo di questa voce è descritto nella tribù Anthemideae, una delle 21 tribù della sottofamiglia Asteroideae). In base alle ultime ricerche nella tribù sono stati individuati (provvisoriamente) 4 principali lignaggi (o cladi): "Southern hemisphere grade", "Asian-southern African grade", "Eurasian grade" e "Mediterranean clade". Il genere  Hilliardia (insieme alla sottotribù Cotulinae) è incluso nel clade Southern hemisphere grade..
I caratteri distintivi della specie  Hilliardia zuurbergensis  sono:
- il portamento è rampicante;
- le foglie sono 1 - 2 pennatosette;
- il ricettacolo è glabro.

Il numero cromosomico delle specie di questo genere è: 2n = 20.

### Sinonimi
Sono elencati alcuni sinonimi per questa entità:
- Matricaria zuurbergensis Oliv.